# Летичевский район
Лети́чевский райо́н (укр. Летичівський район) — упразднённая административная единица на востоке Хмельницкой области Украины. Административный центр — посёлок городского типа Летичев.
Основные реки — Южный Буг.

## История
21 января 1959 года к Летичевскому району была присоединена часть территории упразднённого Волковинецкого района, а 23 сентября 1959 года к — часть территории упразднённого Меджибожского района.
17 июля 2020 года Летичевский район присоединился в состав Хмельницкого района. Администрация и районный совет распустились.

## Демография
Население района составляет 26 929 человек (данные 2019 г.), в том числе в городских условиях проживают 11 674 человека, в сельских — 15 255 человек.

## Населённые пункты
Список населённых пунктов района находится внизу страницы

## Археология
Каменные орудия на местонахождении Головчинцы-1, расположенном у села Меджибож вблизи внешней границы древней четвертичной террасы Южного Буга, найдены в ископаемых почвах широкинского этапа, которые формировались не менее 900—1200 тыс. лет назад. Подобный возраст, вероятно, имеют древнейшие слои с археологическими находками на местонахождении Меджибож А. В слое 1 стоянки Меджибож А предполагаемые очаги датируются возрастом ок. 380 тыс. лет назад.

## Достопримечательности
Летичевский замок